# 夏子陽
夏子陽（1522年—1610年），字元甫，號鶴田，江西廣信府玉山县人，明朝政治人物，同進士出身。

## 生平
萬曆十年（1582年）壬午科江西鄉試舉人，十七年（1589年）己丑科三甲十五名進士。吏部觀政，六月初授浙江紹興府推官，二十二年本省同考，本年冬行取入京，丁憂歸。二十六年補選，升任户科給事中，本年丁憂。二十九年補原职，巡视光禄寺，三十年（1602年）升兵科右給事中，充正使，冊封琉球國尚寧王，三十三年升兵科左，三十四年升工科都，本年五月渡海往琉球，三十五年回京復命，本年官至通奉大夫、太常寺少卿，三十八年卒。